# Rebutia wessneriana
Rebutia wessneriana ist eine Pflanzenart in der Gattung Rebutia aus der Familie der Kakteengewächse (Cactaceae). Das Artepitheton wessneriana ehrt den deutschen Kaufmann und Besitzer einer Kakteengärtnerei Wilhelm Wessner (1904–1983).

## Beschreibung
Rebutia wessneriana wächst sprossend mit niedergedrückten kugelförmigen, leuchtend grünen Körpern mit unbedorntem Scheitel und bildet Gruppen. Die Körper erreichen bei Durchmessern von 8 Zentimetern Wuchshöhen von bis zu 7 Zentimetern und besitzen Faserwurzeln. Die
Rippen sind spiralförmig angeordnet und nicht immer vollständig in sechseckige Höcker aufgelöst. Die darauf befindlichen elliptischen Areolen sind weiß. Die weißen bis weißlichen etwa 25 Dornen sind nicht in Mittel- und Randdornen unterscheidbar. Sie sind steif, bostenartig, greifen ineinander und werden bis 2 Zentimeter lang.
Die blutroten, manchmal an den Spitzen violetten Blüten erscheinen an der Seite der Pflanzen. Sie werden bis 5,5 Zentimeter lang und besitzen ebensolche Durchmesser. Das Perikarpell und die Blütenröhre sind mit einigen Schuppen bedeckt. Die kugelförmigen Früchte sind trüb rötlich violett und weisen Durchmesser von 5 bis 7 Millimeter auf.

## Verbreitung und Systematik
Rebutia wessneriana ist im Norden Argentiniens in der Provinz Jujuy in mittleren Höhenlagen verbreitet.
Die Erstbeschreibung wurde 1948 von W. Bewerunge veröffentlicht.

## Nachweise